# Anastasio IV
Anastasio IV, llamado en el siglo Conrado di Suburra, (Roma, c. 1073-3 de diciembre de 1154) fue el papa 168.º de la Iglesia católica, entre 1153 y 1154.
Las noticias sobre sus primeros años de carrera eclesiástica son confusas; no está claro si fue abad del monasterio de monjes agustinos de Saint-Ruf en Aviñón o miembro del clero secular. Mencionado como cardenal presbítero de San Pastor al menos desde 1121, en 1126 Honorio II (probablemente su tío) le concedió el título de cardenal obispo de Santa Sabina; con esta dignidad participó en el cónclave de 1130, oponiéndose tenazmente al que después sería antipapa Anacleto II en favor de Inocencio II, y cuando este se vio obligado a exiliarse en Francia, Conrado quedó como su vicario en Roma; como tal siguió oficiando durante los pontificados de Celestino II, Lucio II y Eugenio III.
Fue coronado papa el 12 de julio de 1153 y durante su breve pontificado, en el que tuvo como consejero a Nicolás Breakspeare, futuro Adriano IV, ordenó restaurar el Panteón romano, otorgó privilegios a la Orden de los Hospitalarios de San Juan de Jerusalén y puso fin a los conflictos sobre nombramientos episcopales, resolviendo las desavenencias pendientes desde tiempo atrás con Federico I Barbarroja sobre la designación del obispo de Magdeburgo y la que los cistercienses tenían por la diócesis de York.
Las profecías de San Malaquías se refieren a este papa como Abbas suburranus (El abad de Suburra), cita que hace referencia a su apellido y al hecho de que fue abad antes de ser elegido pontífice.